# Alfragide
Alfragide é uma localidade portuguesa sede da Freguesia de Alfragide do Município da Amadora, freguesia com 2,51 km² de área e 16 837 habitantes (censo de 2021), tendo, por isso, uma densidade populacional de 6 708 hab./km².
Limita a norte com a freguesia de Águas Livres, a noroeste com a freguesia de Venteira, a oeste e a sudoeste com o Município de Oeiras (União das Freguesias de Carnaxide e Queijas) e a sul e a este com o Município de Lisboa (Freguesia de Benfica). 
O seu orago é Nossa Senhora de Fátima. 
Na parte sul da freguesia está situada uma das principais zonas comerciais da Grande Lisboa que se estende igualmente pela Portela de Carnaxide (Oeiras).
A Freguesia de Alfragide foi criada pela Lei n.º 45/79, de 11 de setembro.

## Demografia
A população registada nos censos foi:
| Ano  | 0-14 Anos | 15-24 Anos | 25-64 Anos | > 65 Anos |
| 2001 | 1738      | 1043       | 5237       | 722       |
| 2011 | 1917      | 1068       | 5685       | 1234      |
| 2021 | 2501      | 2161       | 9076       | 3099      |

## História
Nos alvores do século XVIII, o sítio de Alferragide era constituído por três casais agrícolas que dispunham de nascentes de água. Ao longo do século XVIII formou-se também a Quinta de Alferragide. Em documentos e cartografia dos séculos XVIII e XIX é comum este topónimo surgir com a grafia de Alferragide, que, presumivelmente, designaria uma terra boa para a produção de forragens para o gado.
Em finais do século XIX, com a estabilização do Monarquia Constitucional, são empreendidas reformas na organização administrativa do país. Neste sentido, em 1852 é aprovada a extinção do Termo de Lisboa, que compreendia um vasto território eminentemente agrícola em torno da cidade de Lisboa e que abarcava as terras de Alferragide. Por consequência, mediante um Decreto do Ministério dos Negócios do Reino, datado de 11 de setembro de 1852, é aprovada a criação do Concelho de Belém, por desagregação do referido Termo de Lisboa, ao qual passou a fazer parte o território que compreende a atual freguesia de Alfragide.
Posteriormente, em 1885, novas reformas administrativas ampliam os limites de Lisboa muito para além da área urbana. Assim, a Freguesia Eclesiástica de Benfica, na qual se incluía Alferragide, é dividida, em Benfica Intra-Muros e Benfica Extra-Muros, englobando esta última o atual território de Alfragide. Em simultâneo, é extinto o Concelho de Belém e a Freguesia de Benfica Extra-Muros, que incluía o atual território de Alfragide, passa a integrar o Concelho de Oeiras.

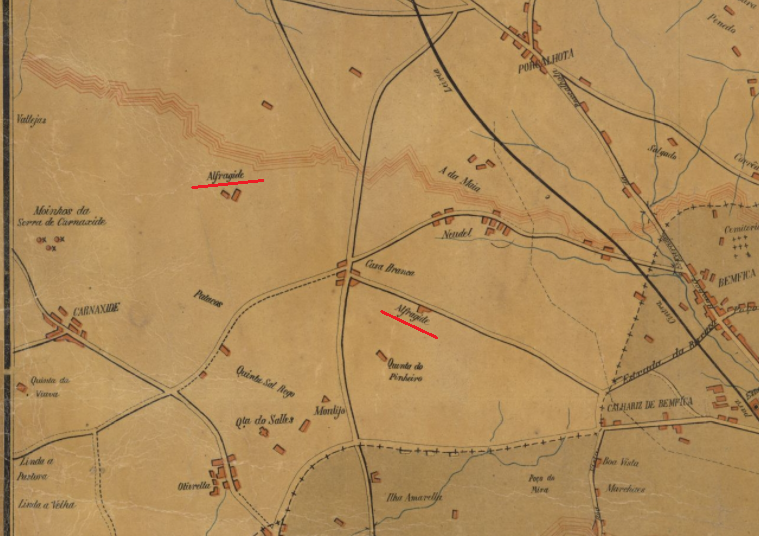
Alfragide, com os seus casais e quintas, representada em Planta Topographica de 1885.

Em 26 de setembro de 1895 foi extinto o Concelho de Oeiras e três anos depois foi restaurado. Durante este período as povoações que haviam integrado a Freguesia Eclesiástica de Benfica Extra-Muros, na qual se encontrava Alferragide, foram anexadas à Freguesia de Belas, enquadrada no Concelho de Sintra. Por conseguinte, mediante um Decreto de 13 de janeiro de 1898, foi recriado o Concelho de Oeiras, retornando a atual área de Alfragide a este concelho. Porém, as povoações que haviam integrado a antiga Freguesia de Benfica Extra-Muros, e que englobava as terras de Alfragide, não foram, de novo autonomizadas numa freguesia própria, tendo passado administrativamente da Freguesia de Belas para a Freguesia de Carnaxide, na qual a localidade de Alferragide permaneceria ao longo dos dezoito anos seguintes.
Em 1916, na sequência da implantação do regime republicano e do continuado crescimento demográfico a que se assistia, o Congresso da República decretou a criação, no antigo território de Benfica Extra-Muros, de uma nova freguesia, na forma oficial de uma Paróquia Civil, desagregada da Paróquia Civil de Carnaxide, e à qual se atribuiu a designação de Paróquia Civil da Amadora, pela Lei n.º 513, de 17 de abril de 1916, e na qual ficou integrada a localidade de Alferragide.

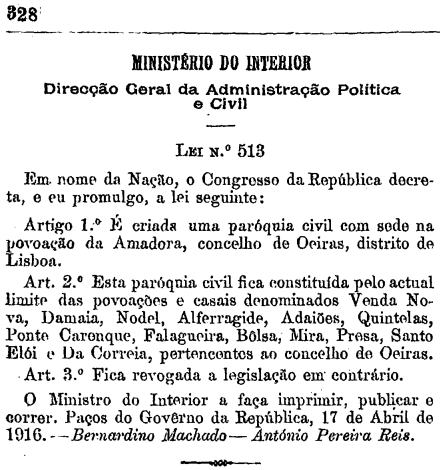
Povoação e casal de Alferragide no Artigo 2.º da Lei n.º 513, de 17 de abril de 1916, integrada na recém-criada Paróquia Civil da Amadora, do Concelho de Oeiras.

A Freguesia de Alfragide foi criada em 11 de setembro de 1979, no contexto da criação do Município da Amadora, por via da desanexação do Município de Oeiras. Assim, mediante a Lei n.º 45/79, de 11 de setembro, o território que compreende a atual freguesia de Alfragide ficou integrado no novo município, distribuído pelas recém-criadas Freguesias de Alfragide e da Buraca.
Em 2013, na sequência da Lei n.º 11-A/2013, de 28 de janeiro, relativa à reorganização administrativa do território das freguesias, as freguesias da Amadora foram alteradas. Mediante esta Lei, foi criada uma nova Freguesia de Alfragide por reorganização dos limites territoriais, cujo novo termo acusava imensas perdas e ganhos.
- Perdas territoriais: 3 parcelas situadas a norte do IC19 junto à Damaia de Cima.
- Ganhos territoriais: a parcela da antiga freguesia da Damaia situada a sul do IC19 (incluindo as instalações atuais da Santogal e do Lidl) e a parcela da antiga freguesia da Buraca situada a sul do IC19 (incluindo o jardim da Igreja Paroquial, a sede do Estado-Maior da Força Aérea, a sede da Agência Portuguesa do Ambiente, os bairros da Almargenzinha, Casal do Zambujal, Varandas de Monsanto, Zambujal, Quinta das Torres, Quinta dos Cravos, Alto do Moinho, as instalações da Decathlon, do LNEG - Laboratório Nacional de Energia e Geologia e do hotel IBIS Alfragide).[11]

## Geografia
A freguesia é a mais a sul do município da Amadora e distribui-se pelos bairros de:
- Zambujal
- Almargenzinha
- Quinta Grande
- Assoalfra
- Alto do Moinho
- Seminário
- Quinta dos Cravos
- Quinta das Torres
- Paraíso
- Cova da Onça
- Casal do Zambujal
- Timorenses (Avenida Almeida Garret)
- Varandas de Monsanto

### Localização
O termo da freguesia está delimitado por:
- Autoestrada n.º 37 (A 37) e Itinerário Complementar n.º 19 (IC 19): estabelece a norte o limite com a freguesia de Águas Livres.
- Estrada Nacional n.º 117 (EN 117): estabelece a poente e a sul o limite com a freguesia de Venteira e com a União das Freguesias de Carnaxide e Queijas, situada no concelho de Oeiras.
- Autoestrada n.º 36 (A 36) e Itinerário Complementar n.º 17 (IC 17 - CRIL): estabelece a sul e a nascente o limite com a freguesia de Benfica, situada no concelho de Lisboa.
- Estrada da Circunvalação: estabelece a nascente o limite com a freguesia de Benfica, situada no concelho de Lisboa.
- Término do município: estabelece a nascente o limite com a freguesia de Benfica, situada no concelho de Lisboa.

Por sua vez, Alfragide limita com as freguesias de:
| Noroeste: Venteira e Águas Livres                             | Norte: Águas Livres                                        | Nordeste: Benfica e Águas Livres |
| Oeste: Venteira e União das Freguesias de Carnaxide e Queijas |                                                            | Este: Benfica                    |
| Sudoeste: União das Freguesias de Carnaxide e Queijas         | Sul: União das Freguesias de Carnaxide e Queijas e Benfica | Sudeste: Benfica                 |

## Organização político-administrativa
| Partido político | Eleições da Assembleia de Freguesia de 2017 | Eleições da Assembleia de Freguesia de 2017 | Eleições da Assembleia de Freguesia de 2017 |
| Partido político | %                                           | Votos                                       | Mandatos                                    |
| PS               | 36,52                                       | 2.392                                       | 6                                           |
| PPD/PSD.CDS-PP   | 33,00                                       | 2.159                                       | 5                                           |
| CDU: PCP.PEV     | 9,55                                        | 625                                         | 1                                           |
| B.E.             | 8,51                                        | 557                                         | 1                                           |
| MIDA             | 5,35                                        | 350                                         | -                                           |
| Em branco        | 4,63                                        | 303                                         |                                             |
| Nulos            | 2,40                                        | 157                                         |                                             |

### Mesa da assembleia
Presidente: Manuel Martins A. Ascensão (PS)
1.º Secretário: Sara Filipa Silva Ribeiro (PS)
2.º Secretário: Nélson Lemos (PS)
A freguesia de Alfragide é governada pela Junta de Freguesia e pela Assembleia de Freguesia, cujos vogais e membros elegem-se a cada quatro anos por sufrágio universal de todos os cidadãos maiores de 18 anos de idade. O órgão executivo é superintendido pelo presidente da Junta de Freguesia de Alfragide, António Paulo, e o órgão deliberativo é superintendido pelo presidente da Assembleia de Freguesia de Alfragide, Manuel Ascenção.

## Património
- Quinta das Torres
- Quinta Grande
- Aqueduto das Francesas
- Fábrica dos Cabos Ávila
- Moinho do Alto do Moinho
- Moinho do Alto do Garoto
- Moinho da Quinta Grande
- Torres de Alfragide
- Serra de Carnaxide